# Lyracappul
Il Lyracappul (in gaelico irlandese: Ladhar an Chapaill che significa Bivio del cavallo) è un monte irlandese situato nell'estremità sud-orientale della contea di Limerick. Con una quota di 825 m s.l.m. all vetta, è la seconda montagna più elevata della contea e la ventinovesima d'Irlanda.
Il sentiero principale parte nel parcheggio vicino a Kilbehenny paese situato pochi chilometri a Nord della M8.